# Адмиралти (остров, Канада)
Остров Адмиралти  (на английски: Admiralty Island) е 79-ият по големина остров в Канадския арктичен архипелаг. Площта му е 171 км2, според други източници е 173,6 км ,2 която му отрежда 117-о място сред островите на Канада.  Административно принадлежи към канадската територия Нунавут. Необитаем.
Намира се в западната част на протока Виктория, отделящ големия остров Виктория на запад от по-малкия Кинг Уилям на изток. Островът затваря от изток залива Албърт-Едуард, вклиняващ се дълбоко в югоизточната част на Виктория, като отстои на 8,5 км на юг от п-ов Колинсън (най-източната част на Виктория) и на 25 км на изток от Виктория.
Бреговата линия с дължина 154 км е една от най-силно разчленените брегови линии от всички острови в Канадския арктичен архипелаг, като на 1 км брегова ивица се падат 1,11 км2 територия. Цялото крайбрежие е „нахапано“ от множество малки заливи и полуострови. Дължината му от севе р на юг е 24 км, а максималната му ширина – 9 км.
Релефът е равнинен, изпъстрен със стотици малки езера, като максималната височина достига едва 26 м.
Островът е открит през май 1853 г. от участници в британската полярна експедиция, възглавявана от сър Ричард Колинсън, изпратена да търси изчезналата експедиция на Джон Франклин.